# Serra dels Arners
La Serra dels Arners (de vegades esmentat en els mapes com a Serra de les Arnes) és una serra del terme municipal de Tremp, antigament del de Sapeira, de l'Alta Ribagorça, però unit administrativament al Pallars Jussà.
Aquesta serra puja de sud-oest a nord-oest a llevant del poble d'Espills, i conté, al costat de llevant, els turons de la Morrera de Pas de Savina i el Morral del Pas de Soler, per arribar al seu punt més alt al Tossal de l'Abadia.